# William Baziotes
William Baziotes (Pittsburgh, Pennsilvània, 11 de juny del 1912 - Nova York, 6 de juny del 1963) fou un pintor estatunidenc d'ascendència grega i associat als orígens de l'expressionisme abstracte.

## Biografia
Va passar la seua jovenesa a Reading (Pennsilvània) i, durant els anys 1931-1933, va treballar a una fàbrica de vidre. És en aquest període quan assisteix a cursos de dibuix i coneix al seu futur amic i poeta Byron Vazakas, el qual li posarà en contacte amb l'obra de Baudelaire i els simbolistes. El 1931 visita l'exposició de Matisse al Museu d'Art Modern de Nova York (ciutat en què s'instal·la el 1933 per a estudiar pintura) i el 1936 es gradua a la National Academy of Design de Nova York. El 1936 exposa per primera vegada en una exposició col·lectiva a la galeria d'Art Municipal de Nova York i treballa, per compte del WPA Federal Art Project, ensenyant art al Museu d'Art de Queens. Cap al 1940 entra en contacte amb el grup de surrealistes emigrats a Nova York i coneix Roberto Matta Echaurren. Comença a experimentar l'automatisme surrealista: extreu els objectes del seu ambient fent-los evocar sensacions remotes que porten a l'inconscient. Aquest procés li genera una condició mental d'aguda sensibilitat que tracta de visualitzar en els seus quadres. Considera les manifestacions visuals d'aquest estat mental com paral·leles als resultats obtinguts en el camp literari pels poetes simbolistes i per Proust, l'obra del qual admira. La característica principal de les seues obres, després de la trobada amb els surrealistes, és l'ús de formes biomòrfiques fluctuant lliurement sobre un fons indefinit de color lluminós. Les seues obres anteriors són, en certa manera, postcubistes.
El 1941, Matta li presenta Robert Motherwell, amb el qual inicia una amistat fructífera. El 1942 exposa, juntament amb Motherwell i d'altres, a l'exposició First Papers of Surrealism, al Whitelaw Reid Mansion de Nova York. El 1943 participa en dues exposicions col·lectives organitzades a la galeria d'art The Art of This Century Gallery de Peggy Guggenheim i el 1944 té lloc la seua primera exposició individual a la mateixa galeria. El 1948, Baziotes, Motherwell, Rothko i Clyfford Still funden l'escola anomenada The Subjects of the Artists School i, durant els anys següents, es dedica a l'ensenyament (entre d'altres, a la Universitat de la ciutat de Nova York i l'Escola d'Art del Museu de Brooklyn).
Mor a Nova York el 6 de juny del 1963 a causa d'un càncer de pulmó. El 1965, el Museu Guggenheim de Nova York li dedicà una exposició commemorativa.

## Llegat
Encara que Baziotes va quedar estilísticament una mica al marge dels principals expressionistes abstractes, va exercir una enorme influència sobre els pintors de la seua època. Fou un dels primers artistes de Nova York que va experimentar activament amb el dibuix automàtic i altres tècniques surrealistes, i va crear espais de debat de la major importància en l'escena artística novaiorquesa durant la dècada del 1940.
Algunes de les seues obres més famoses són Aquatic, Dusk and The Room, les quals es poden contemplar al Museu Guggenheim de Nova York.